# آلیس داماتو
آلیس داماتو (ایتالیایی: Alice D'Amato؛ زادهٔ ۷ فوریهٔ ۲۰۰۳) ژیمناست هنری زن اهل ایتالیا است.